# Natação no Campeonato Europeu de Esportes Aquáticos de 2018 - 50 m peito feminino
A prova dos 50 metros peito feminino da natação no Campeonato Europeu de Esportes Aquáticos de 2018 ocorreu nos dias 8 e 9 de agosto no Tollcross International Swimming Centre, em Glasgow no Reino Unido. 

## Calendário
| Fase          | Data        | Hora  |
| ------------- | ----------- | ----- |
| Eliminatórias | 8 de agosto | 09:51 |
| Semifinal     | 8 de agosto | 17:25 |
| Final         | 9 de agosto | 16:55 |

Todos os horários estão no horário local (UTC+0)

## Recordes
Antes desta competição, os recordes eram os seguintes:
|                       | Nadadora       | Tempo | Local     | Data                 |
| --------------------- | -------------- | ----- | --------- | -------------------- |
| Recorde mundial       | Lilly King     | 29.40 | Budapeste | 25 de julho de 2017  |
| Recorde europeu       | Rūta Meilutytė | 29.48 | Barcelona | 3 de agosto de 2013  |
| Recorde do campeonato | Rūta Meilutytė | 29.88 | Berlim    | 23 de agosto de 2014 |

Os seguintes novos recordes foram estabelecidos durante esta competição. 
| Data        | Prova     | Nadadora        | Nacionalidade | Tempo | Recordes              |
| ----------- | --------- | --------------- | ------------- | ----- | --------------------- |
| 8 de agosto | Semifinal | Yuliya Yefimova | Rússia        | 29.66 | Recorde do campeonato |

## Medalhistas
| Ouro                  | Prata              | Bronze                    |
| Yuliya Yefimova (RUS) | Imogen Clark (GBR) | Arianna Castiglioni (ITA) |

## Resultados

### Eliminatórias
Esses foram os resultados das eliminatórias. 
| Pos. | Bateria | Raia | Nadadora               | Nacionalidade | Tempo | Notas |
| ---- | ------- | ---- | ---------------------- | ------------- | ----- | ----- |
| 1    | 5       | 4    | Yuliya Yefimova        | Rússia        | 30.20 | Q     |
| 2    | 5       | 5    | Arianna Castiglioni    | Itália        | 30.30 | Q     |
| 3    | 3       | 4    | Imogen Clark           | Reino Unido   | 30.40 | Q     |
| 4    | 3       | 5    | Natalia Ivaneeva       | Rússia        | 30.60 | Q     |
| 5    | 4       | 4    | Rūta Meilutytė         | Lituânia      | 30.73 | Q     |
| 5    | 4       | 5    | Sarah Vasey            | Reino Unido   | 30.73 | Q     |
| 7    | 3       | 6    | Sophie Hansson         | Suécia        | 30.79 | Q     |
| 8    | 3       | 3    | Martina Carraro        | Itália        | 30.87 | Q     |
| 9    | 4       | 3    | Jenna Laukkanen        | Finlândia     | 31.03 | Q     |
| 10   | 5       | 6    | Mona McSharry          | Irlanda       | 31.09 | Q     |
| 11   | 5       | 3    | Ida Hulkko             | Finlândia     | 31.11 | Q     |
| 12   | 5       | 2    | Anna Sztankovics       | Hungria       | 31.15 | Q     |
| 13   | 4       | 6    | Veera Kivirinta        | Finlândia     | 31.26 |       |
| 14   | 4       | 7    | Matilde Schrøder       | Dinamarca     | 31.32 | Q     |
| 15   | 4       | 8    | Tatiana Chișca         | Moldávia      | 31.40 | Q     |
| 16   | 5       | 7    | Fanny Lecluyse         | Bélgica       | 31.43 | Q     |
| 17   | 3       | 7    | Rikke Møller Pedersen  | Dinamarca     | 31.44 | Q     |
| 18   | 3       | 8    | Jessica Eriksson       | Suécia        | 31.77 |       |
| 19   | 5       | 8    | Fanny Deberghes        | França        | 31.80 |       |
| 20   | 4       | 2    | Jessica Vall           | Espanha       | 31.86 |       |
| 21   | 3       | 9    | Maria Romanjuk         | Estónia       | 32.00 |       |
| 22   | 5       | 9    | Kotryna Teterevkova    | Lituânia      | 32.01 |       |
| 23   | 2       | 6    | Viktoriya Zeynep Güneş | Turquia       | 32.05 |       |
| 24   | 5       | 1    | Weronika Hallmann      | Polónia       | 32.08 |       |
| 25   | 2       | 5    | Elena Guttmann         | Áustria       | 32.11 |       |
| 25   | 3       | 2    | Tes Schouten           | Países Baixos | 32.11 |       |
| 27   | 2       | 7    | Anna Wermuth           | Dinamarca     | 32.26 |       |
| 28   | 3       | 1    | Susann Bjørnsen        | Noruega       | 32.30 |       |
| 29   | 4       | 1    | Alina Zmushka          | Bielorrússia  | 32.32 |       |
| 30   | 5       | 0    | Petra Chocová          | Chéquia       | 32.35 |       |
| 31   | 2       | 3    | Lisa Mamie             | Suíça         | 32.48 |       |
| 31   | 1       | 3    | Cornelia Pammer        | Áustria       | 32.48 |       |
| 33   | 4       | 0    | Tina Čelik             | Eslovênia     | 32.65 |       |
| 34   | 2       | 4    | Tjaša Vozel            | Eslovênia     | 32.70 |       |
| 35   | 4       | 9    | Vitalina Simonova      | Rússia        | 32.77 |       |
| 36   | 2       | 8    | Alina Bulmag           | Moldávia      | 32.80 |       |
| 37   | 1       | 4    | Sara Staudinger        | Suíça         | 32.89 |       |
| 38   | 1       | 5    | Nikoleta Trníková      | Eslováquia    | 32.98 |       |
| 39   | 2       | 1    | Maria Harutjunjan      | Estónia       | 33.04 |       |
| 40   | 2       | 2    | Nikoletta Pavlopoulou  | Grécia        | 33.08 |       |
| 41   | 3       | 0    | Andrea Podmaníková     | Eslováquia    | 33.32 |       |
| 42   | 2       | 9    | Stina Colleou          | Noruega       | 33.62 |       |
| 43   | 2       | 0    | Thea Blomsterberg      | Dinamarca     | 33.74 |       |

### Semifinal
Esses foram os resultados das semifinais. 
Semifinal 1
| Pos. | Raia | Nadadora              | Nacionalidade | Tempo | Notas |
| ---- | ---- | --------------------- | ------------- | ----- | ----- |
| 1    | 3    | Rūta Meilutytė        | Lituânia      | 30.38 | Q     |
| 2    | 4    | Arianna Castiglioni   | Itália        | 30.40 | Q     |
| 3    | 5    | Natalia Ivaneeva      | Rússia        | 30.56 | Q     |
| 4    | 6    | Martina Carraro       | Itália        | 30.70 | Q     |
| 5    | 7    | Anna Sztankovics      | Hungria       | 31.34 |       |
| 6    | 2    | Mona McSharry         | Irlanda       | 31.45 |       |
| 7    | 1    | Tatiana Chișca        | Moldávia      | 31.51 |       |
| 8    | 8    | Rikke Møller Pedersen | Dinamarca     | 31.70 |       |

Semifinal 2
| Pos. | Raia | Nadadora         | Nacionalidade | Tempo | Notas |
| ---- | ---- | ---------------- | ------------- | ----- | ----- |
| 1    | 4    | Yuliya Yefimova  | Rússia        | 29.66 | Q,    |
| 2    | 5    | Imogen Clark     | Reino Unido   | 30.04 | Q     |
| 3    | 7    | Ida Hulkko       | Finlândia     | 30.53 | Q     |
| 4    | 6    | Sophie Hansson   | Suécia        | 30.72 | Q     |
| 5    | 3    | Sarah Vasey      | Reino Unido   | 31.02 |       |
| 6    | 2    | Jenna Laukkanen  | Finlândia     | 31.18 |       |
| 7    | 1    | Matilde Schrøder | Dinamarca     | 31.55 |       |
| 8    | 8    | Fanny Lecluyse   | Bélgica       | 31.57 |       |

### Final
Esse foi o resultado da final. 
| Pos.              | Raia | Nadadora            | Nacionalidade | Tempo | Notas |
| ----------------- | ---- | ------------------- | ------------- | ----- | ----- |
| Medalha de ouro   | 4    | Yuliya Yefimova     | Rússia        | 29.81 |       |
| Medalha de prata  | 5    | Imogen Clark        | Reino Unido   | 30.34 |       |
| Medalha de bronze | 6    | Arianna Castiglioni | Itália        | 30.41 |       |
| 4                 | 3    | Rūta Meilutytė      | Lituânia      | 30.46 |       |
| 5                 | 2    | Ida Hulkko          | Finlândia     | 31.02 |       |
| 6                 | 1    | Martina Carraro     | Itália        | 31.11 |       |
| 7                 | 7    | Natalia Ivaneeva    | Rússia        | 31.19 |       |
| 8                 | 8    | Sophie Hansson      | Suécia        | 31.23 |       |

Legenda
| Recorde mundial       | Recorde mundial (World record)               |                       | Recorde africano                      | Recorde africano (African) |                                           | Q | Classificado por posição (Qualified) |
| Recorde do campeonato | Recorde do campeonato (Championship record)  | Recorde da América    | Recorde da América (Americas)         | q                          | Classificado por melhor tempo (Qualified) |   |                                      |
| Melhor marca do ano   | Melhor marca do ano (World leading)          | Recorde asiático      | Recorde asiático (Asian)              | DNS                        | Não largou (Did not start)                |   |                                      |
| Recorde nacional      | Recorde nacional (National record)           | Recorde europeu       | Recorde europeu (European)            | DNF                        | Não terminou (Did not finish)             |   |                                      |
| Recorde pessoal       | Recorde pessoal do atleta (Personal best)    | Recorde da Oceania    | Recorde da Oceania (Oceania)          | DSQ / DQ                   | Desclassificado (Disqualified)            |   |                                      |
| Recorde da temporada  | Recorde da temporada do atleta (Season best) | Recorde sul-americano | Recorde sul-americano (South America) | NM                         | Sem marca (No mark)                       |   |                                      |